# Wulf Hein

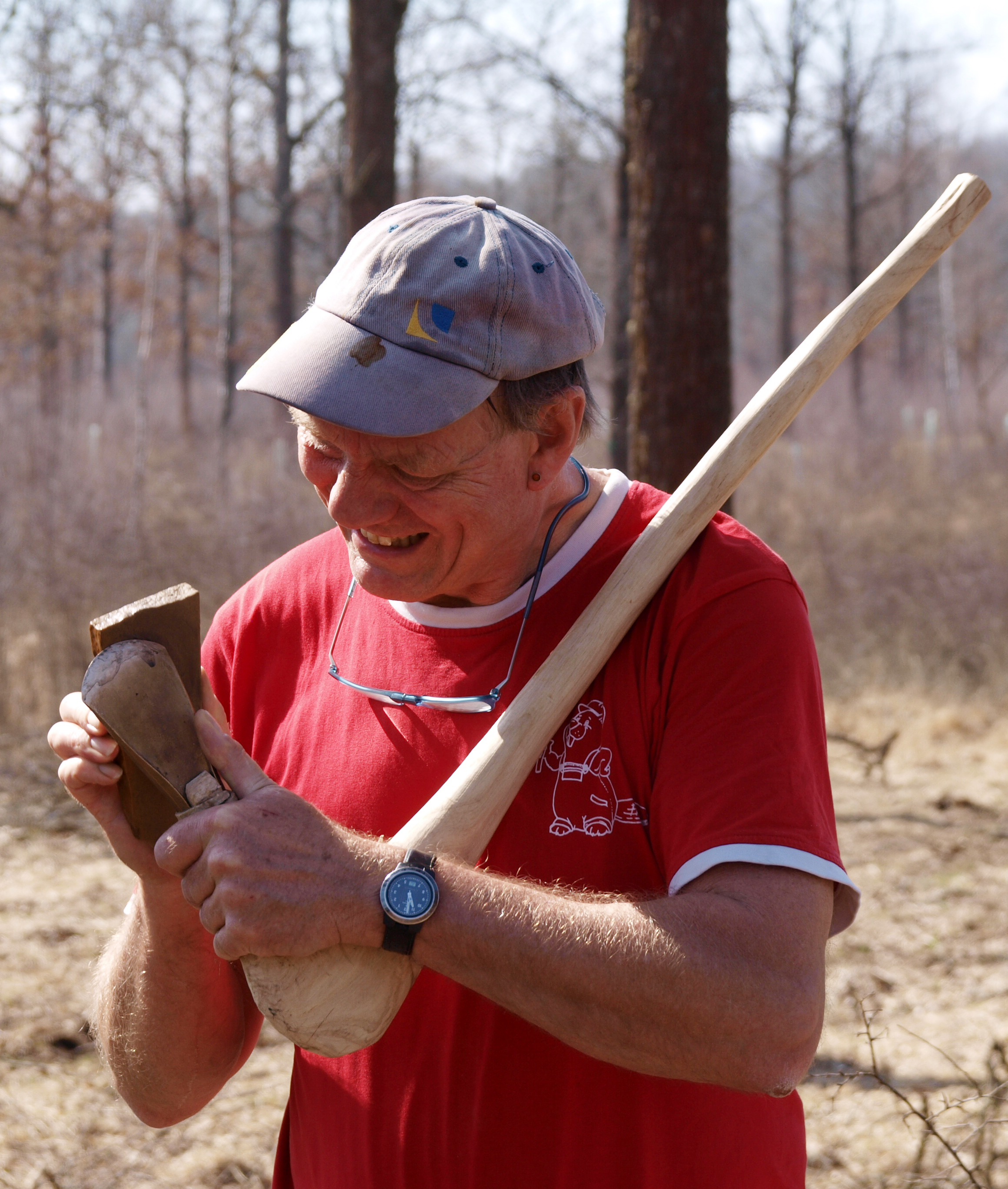
Wulf Hein schäft ein rekonstruiertes bronzenes Lappenbeil, 2019

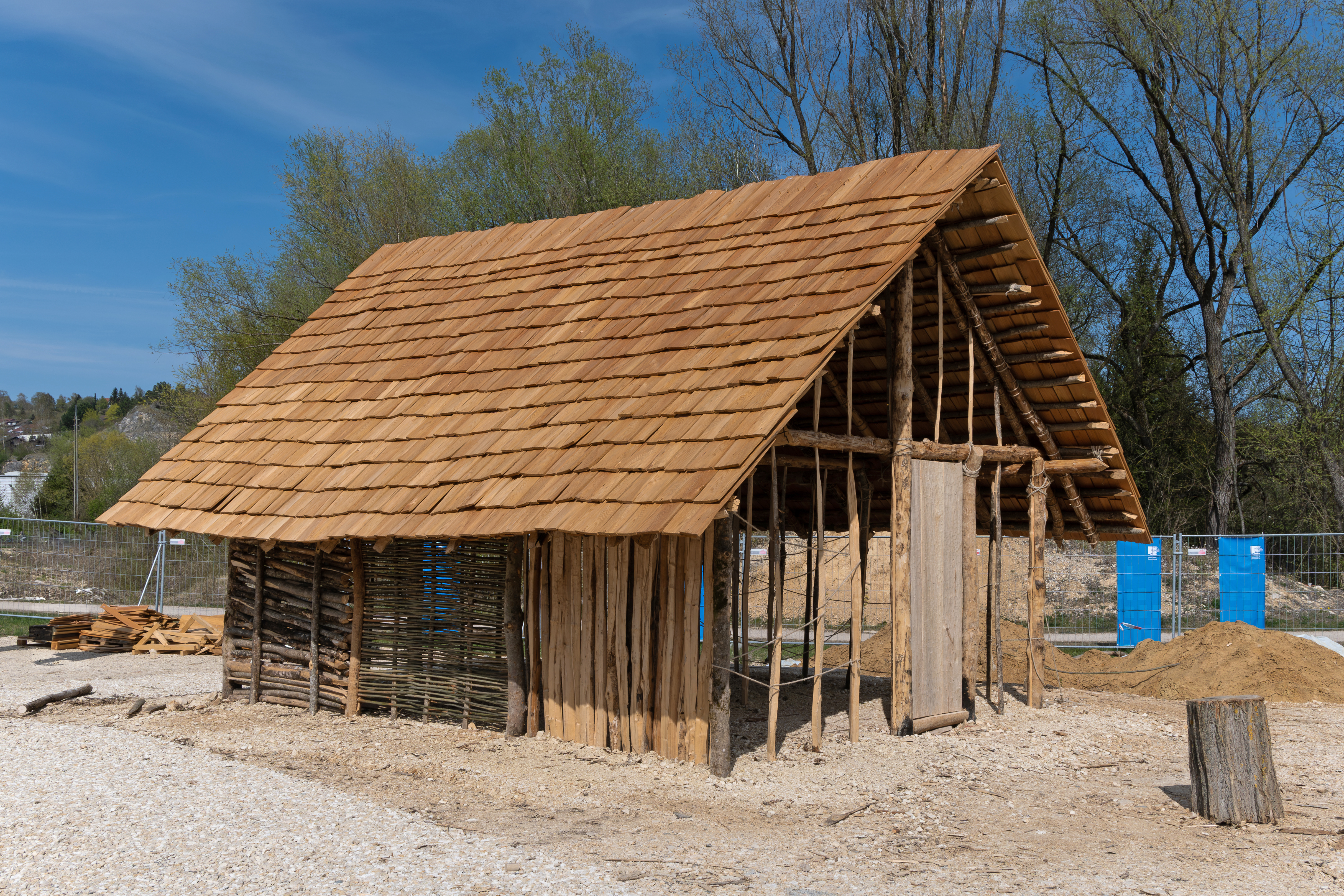
Hausrekonstruktion im jungsteinzeitlichen Dorf bei Ehrenstein von Wulf Hein (2020)

Wulf Hein (* 1959) ist ein deutscher Experimentalarchäologe und Archäotechniker aus Dorn-Assenheim, der das Alltagsleben unserer steinzeitlichen Vorfahren durch Rekonstruktionen von prähistorischen Werkzeugen, Bauwerken, Kleidungsstücken und auch Musikinstrumenten wie Flöten erfahr- und erlebbar macht.
Nach Abitur und einer Tischlerlehre ist Hein seit 1990 selbstständig im Bereich der Archäotechnik tätig. Weiterhin arbeitet er als Modellbauer, Autor, Illustrator und wissenschaftlicher Berater für Film und Dokumentarfilmproduktionen hinter und vor der Kamera.
Hein schnitzte unter anderem ein Replikat der nahezu 40.000 Jahre alten Geißenklösterle-Flöte von der Schwäbischen Alb. Die Flötistin Anna Friederike Potengowski spielte auf der Replik dieser steinzeitlichen Flöte eine CD ein. Für das Museum Ulm schnitzte er mit steinzeitlichen Werkzeugen eine Reproduktion des Löwenmenschen aus Elfenbein.

## Veröffentlichungen (Auswahl)
- mit Hans Reschreite et al: Auf Biegen und Brechen / Bending and Breaking. In: Experimentelle Archäologie / Experimental archaeology. WMB Weinviertel Museum Betriebs GmbH, Mistelbach 2021, ISBN 978-3-9504468-7-6, S. 130–135 (deutsch, englisch, Ausstellungskatalog / MAMUZ Schloss Asparn Zaya, 19.03.2022-27.11.2022, Asparn an der Zaya).
- mit Marquardt Lund: Flinthandwerk. Angelika Hörnig, Ludwigshafen 2017, ISBN 978-3-938921-46-3.
- Steinspitzen 2017. Angelika Hörnig, Ludwigshafen 2017, ISBN 978-3-938921-42-5.
- Komm mit in die Steinzeit : Materialien ab Klasse 5. Hase und Igel, Garching b. München 2014, ISBN 978-3-86760-811-4.
- Making bows with children. Schiffer Publishing Ltd, Atglen, PA 2013, ISBN 978-0-7643-4442-8 (englisch, deutsch: Mein Pfeil- und Bogenbau für Kinder und Jugendliche. Ludwigshafen 2011.).
- mit Rengert Elburg, Peter Walter, Werner Scharff: Dechsel am Altenberg – Ein vorläufiger Bericht. In: Experimentelle Archäologie in Europa – Bilanz 2012. 2012, S. 49–55 (researchgate.net).
- mit Rengert Elburg, Peter Walter, Werner Scharff: Dechseleinsatz in der „Saugrube“ – Experimente zur Fäll- und Holzbearbeitungstechnik in der Bandkeramik. In: Das Archäologische Jahr in Bayern 2011. 2012, S. 182–185 (academia.edu).
- mit Rengert Elburg: Steinbeile im Einsatz. Bäumefällen wie vor 7000 Jahren. In: Archaeo: Archäologie in Sachsen. Band 8, 2011, ISSN 1614-8142, S. 20–25 (academia.edu).
- Mein Pfeil- und Bogenbau für Kinder und Jugendliche. Angelika Hörnig, Ludwigshafen 2011, ISBN 978-3-938921-18-0.[5]
- Ein Leben für die Archäologie – Harm Paulsen. In: Experimentelle Archäologie in Europa. Bilanz 2011. Band 10. Isensee, Oldenburg 2011, S. 9–12 (pfahlbauten.de [PDF]).
- mit Kurz Wehrberger: Löwenmensch 2.0 - Nachbildung der Elfenbeinstautette aus der Holestein-Stadel-Höhle mit authentischen Werkzeugen. In: Experimentelle Archäologie in Europa. Bilanz 2010. Band 9. Isensee, Oldenburg 2010, ISBN 978-3-89995-739-6, S. 47.
- Komm mit zu den Römern: Materialien ab Klasse 5. Hase und Igel, Garching b. München 2010, ISBN 978-3-86760-842-8.
- Komm mit ins Mittelalter: Materialien ab Klasse 5. Hase und Igel, Garching b. München 2007, ISBN 978-3-86760-822-0.
- „Es recht zu machen jedermann...“ Archäo-Technik zwischen Authentizität und Machbarkeit. In: Rüdiger Kelm (Hrsg.): Vom Pfostenloch zum Steinzeithaus (= Albersdorfer Forschungen zur Archäologie und Umweltgeschichte). Albersdorf 2000, S. 177–185.

Herausgeberschaft
- Wulf Hein (Hrsg.): Ur- und Frühgeschichte. Friedrich/Klett, Seelze/Stuttgart 2011 (Lehrmittel).

Illustrationen
- Dirk Lornsen: Tikan. Hase und Igel, Garching b. München (2006 – 2012).

## Filmographie
- Tigerenten Club, 1998 Ausgabe 134[6]: 2005 Ausgabe 496[7]
- 2010: Die Höhle der vergessenen Träume[8]
- 2015: Einer von uns: Der Homo sapiens 1. Staffel, 4. Episode Europe[9]
- 2018: Civilisations 1. Staffel, 1. Episode The Second Moment of Creation[10]; 1. Staffel, 3. episode Paradise on Earth[11]
- 2021: Lost Worlds and Hidden Treasures 1. Staffel, 2 Episode The Lion Man[12]
- 2022: ZDF Expedition Episode 1810 Der Mensch und sein Müll – Eine Geschichte des Wegwerfens[13]
- 2022: Das geheimnisvolle Steinzeit-Dorf: Was die Gräber von Ba'ja erzählen[14]